# Оксалат свинца(II)
Оксалат свинца(II) — органическое соединение,
соль свинца и щавелевой кислоты 
с формулой PbC2O4,
бесцветные кристаллы,
не растворяется в воде,
образует кристаллогидрат.

## Получение
- Обменная реакция:

{\displaystyle {\mathsf {Pb(NO_{3})_{2}+Na_{2}C_{2}O_{4}\ {\xrightarrow {}}\ PbC_{2}O_{4}\downarrow +2NaNO_{3}}}}

## Физические свойства
Оксалат свинца(II) образует бесцветные кристаллы
триклинной сингонии, пространственная группа P 1, параметры ячейки a = 0,55570 нм, b = 0,69772 нм, c = 0,55726 нм, α = 109,554°, β = 113,610°, γ = 88,802°, Z = 2
.
Не растворяется в воде (р ПР = 9,1) и этаноле.
Образует кристаллогидрат переменного состава PbC2O4•x H2O .